# Security Printing and Minting Organization
De Security Printing and Minting Organization (Perzisch:  سازمان تولید اسکناس و مسکوک, geromaniseerd: sāzmān-e towlid-e eskenās va maskuk) is het nationale munthuis en (sinds 1982) bankbiljettendrukkerij van Iran in Teheran. De Munt werd opgericht in 1877 en slaat de munten van de Iraanse rial.